# Цибърска низина
Цибърска низина (или Долноцибърска низина) е низина в Северозападна България, Западната Дунавска равнина, област Монтана, в най-долното течение на река Цибрица. Разположена е между река Дунав на север, платото Златията на изток и югоизток, а на югозапад низината плавно се издига към Дунавската равнина.
Дължината на низината е 10,6 km, а максималната ѝ ширина е 4 km. Площта ѝ е 21,5 km2. Низината представлява заливна дунавска тераса, която в миналото е била заливана при високи води на Дунав и значителна част от нея е била заблатена – Цибърско блато. Понастоящем то е с площ от около 185 ха и представлява залято тополово насаждение и плитки водни площи обрасли с тръстика, папур и друга хидрофитна и хидрофилна растителност, заобиколени и прорязани от мрежа от канали. Сега низината е защитена чрез изграждане на водозащитна дига от към Дунав и са извършени мащабни отводнителни мероприятия. В източната част на низината преминава най-долното течение на река Цибрица, коритото на която е коригирано с водозащитни диги, а нивото на течението е по-високо равнище от низината.
Обработваемите земи са заети със зърнени, технически, влакнодайни, маслодайни и зеленчукови култури.
В средата на низината е разположено село Долни Цибър, а по периферията ѝ още три села – Горни Цибър (на изток), Игнатово (на юг) и Станево (на запад).
В южната част на низината на протежение от 3 км преминава участък от второкласен път № 11 от Държавната пътна мрежа Видин – Лом – Оряхово – Никопол, а през нея от юг на север – 1,9 км от третокласен път № 818 от Държавната пътна мрежа Долно Церовене – Вълчедръм – Долни Цибър.

## Топографска карта
- Лист от карта K-34-11. Мащаб: 1 : 100 000.
- Лист от карта K-34-12. Мащаб: 1 : 100 000.